# John Joseph Earley
John Joseph Earley (geb. 1881 in New York City; gest. 1945 in Washington, D.C.) war ein amerikanischer Steinbildhauer.

## Leben und Werk
Earley war der Sohn des irischen „kirchlichen“ Steinbildhauers James Earley, der 1881 mit seiner Frau Mary nach Amerika auswanderte und in Washington ein Atelier für Bildhauerei und Steinmetzarbeiten gründete. Earley lernte im Atelier seines Vaters und studierte an der Georgetown University. Als sein Vater 1906 starb, erbte er das Atelier, das er als Earley Studio weiterführte. Einer seiner ersten großen Aufträge war die Ausführung der Skulpturenarchitektur im Meridian Hill Park mit zahlreichen Balustraden, Treppen und Brunnen im Stadtteil in Washington, D.C.
1911 ließ das Bureau of Standards and Commerce mehrere Experimente durchführen, um Zementmischungen zu entwickeln, die weniger anfällig für eindringendes Wasser sein sollten, woran das Earley Studio sich beteiligte und die Grundlage für Earleys Innovationen im Bereich des Betons bildete.  Während die Prüfungen des Bureau of Standards and Commerce noch liefen, beauftragte ihn das Office of Public Grounds mit dem neoklassizistischen Bau des von Horace Peaslee entworfenen öffentlichen Meridian Hill Parks. Die beiden Projekte griffen 1916 ineinander; Earleys Experimente mit einer Mischung von Sand und Kies in Zement führten zu dem, was er später „Architekturbeton“ nannte. Auf Anregung von Cass Gilbert imitierte der Architekturbeton der Mauern im Meridian Hill Park das Aussehen von Kieselmosaiken, die Gilbert in Italien gesehen hatte. Earley erzielte den gewünschten farbenfrohen Effekt, indem er die Betonoberfläche ablöste, bevor sie vollständig ausgehärtet war. Diese Methode der Oberflächenbehandlung („Earley-Verfahren“, wie seine Methode später genannt wurde) erlaubte gleichzeitig die Festigkeit und Größe, um allen Anforderungen gerecht zu werden. John Earley, der Kunstgeschichte studiert hatte und ein Bewunderer französischer Impressionisten war, zeigte sein  Interesse an Farbe durch seine Herangehensweise an Beton. Das Earley-Verfahren ermöglichte die Herstellung von Beton in verschiedenen Farben, basierend auf der Farbe der Steine und mit einem einheitlicheren Erscheinungsbild: Indem er die Zuschlagstoffe nicht trennte, konnte er für jedes Projekt eine spezifische Betonfarbe kreieren. So schuf Earley für das Sportzentrum im East Potomac Park ein Betonprodukt, das an aufwendigere Mosaikarbeiten erinnert. Dafür wurden Formen mit einer Betonmischung gefüllt und mit bunten Kieselsteinen bestreut. Nach dem Entfernen der Formen wurde die Betonoberfläche mit Säure behandelt, um die farbigen Zuschlagstoffe hervorzuheben. Earley ließ 1921 dieses Verfahren patentieren und nutzte es, um die Wandmalereien, Mauern und ganze Gebäude in den zwei Flügeln des Sportzentrums zu schaffen.
In den 1920er Jahren erhielt er nationale Anerkennung für seine Erfindung einer Art von Betonmosaik, das er bei mehreren lokalen Aufträgen verwendete, darunter die Reptilien- und Vogelhäuser im Smithsonian National Zoological Park und die Church of the Sacred Heart nordwestlich an der 16th Street und dem Park Road sowie das Franziskanerkloster an der Ecke 14th Street und Quincy Street im Nordosten des Landes. Zu seinen Statuen zählen u. a. die Steinskulpturen St. Michael und St. Christopher, die Mitte der 1920er Jahre entstanden.
Für Lorado Tafts Brunnen Fountain of Time, der ursprünglich in teurem Marmor gestalten werden sollte, konnten die Treuhänder nur davon überzeugt werden, einen Betonguss der riesigen Figurengruppe zu finanzieren. Earley, der für seine Architekturarbeiten aus Betonguss inzwischen bekannt war, wurde mit dem Projekt beauftragt und schloss seine Arbeiten im Herbst 1922 ab.

In den 1930er Jahren erlangten er und sein Kollege Basil Taylor landesweite Bekanntheit für ihre mit polychromem Betonmosaik verkleideten Fertighäuser. Earley war Präsident des American Concrete Institute und erhielt Aufträge in vielen Städten. 

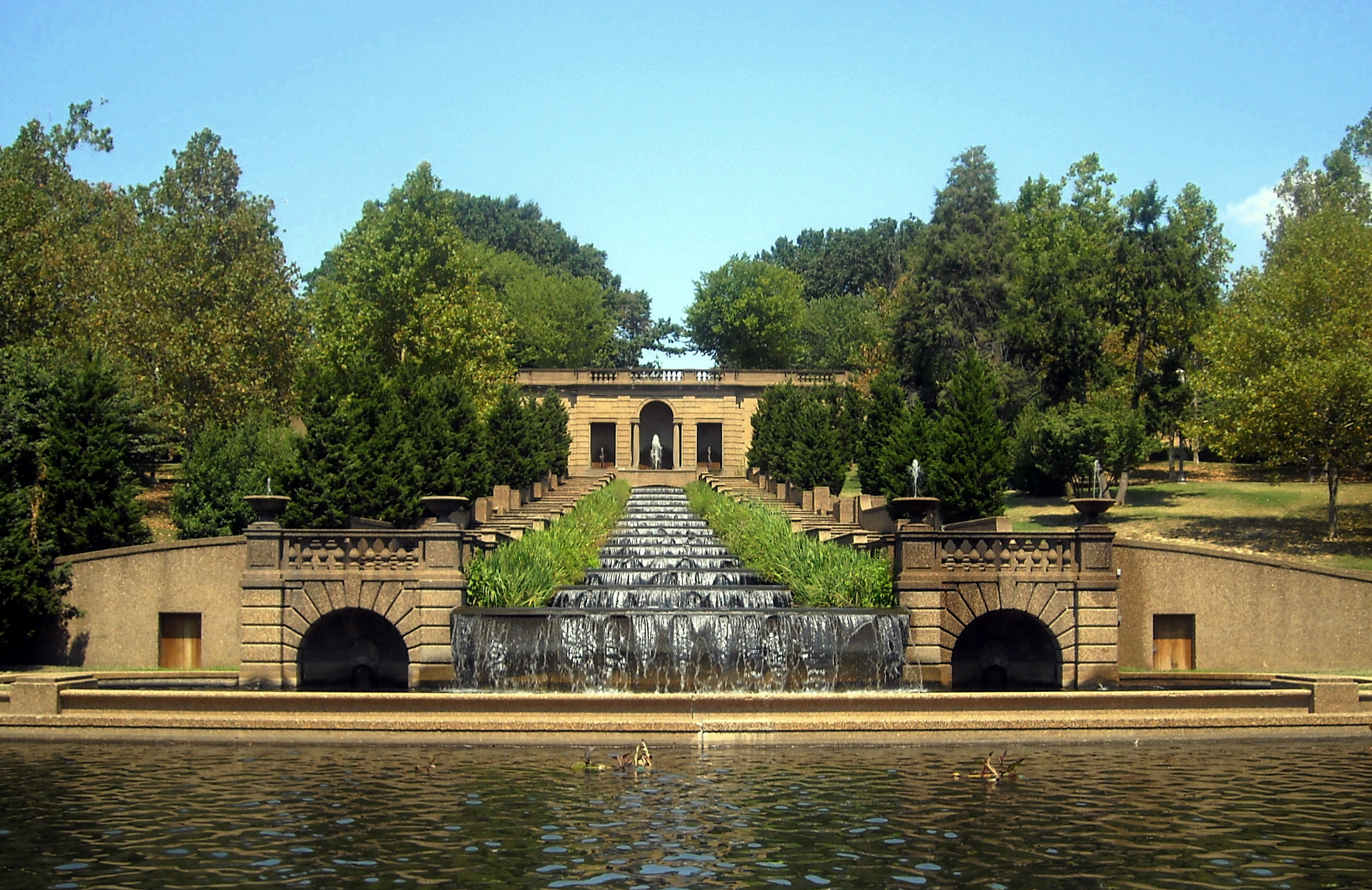
Fountain of Meridian Hill Park
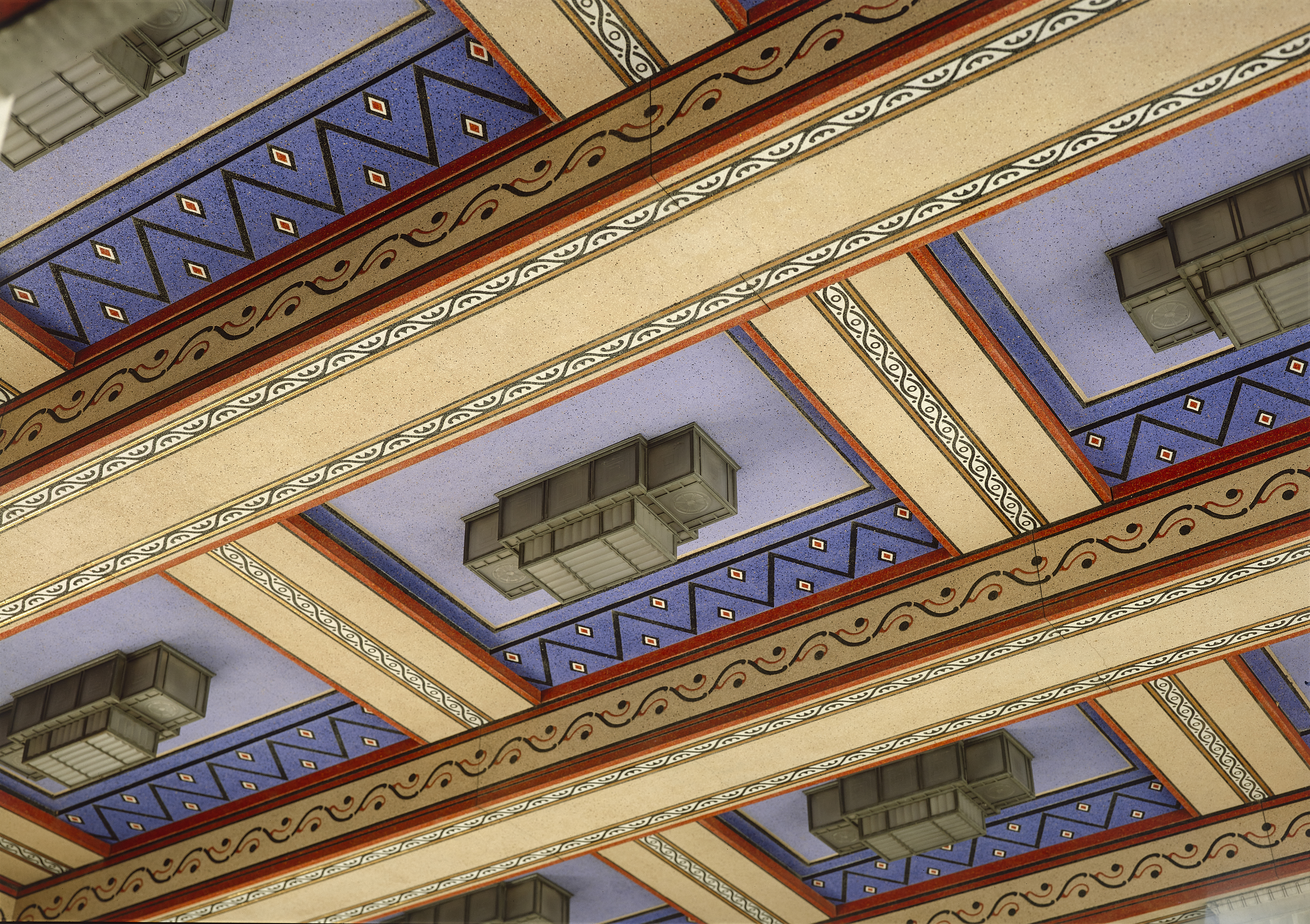
Betondecke mit polychromen Zuschlagstoffen von John Joseph Earley
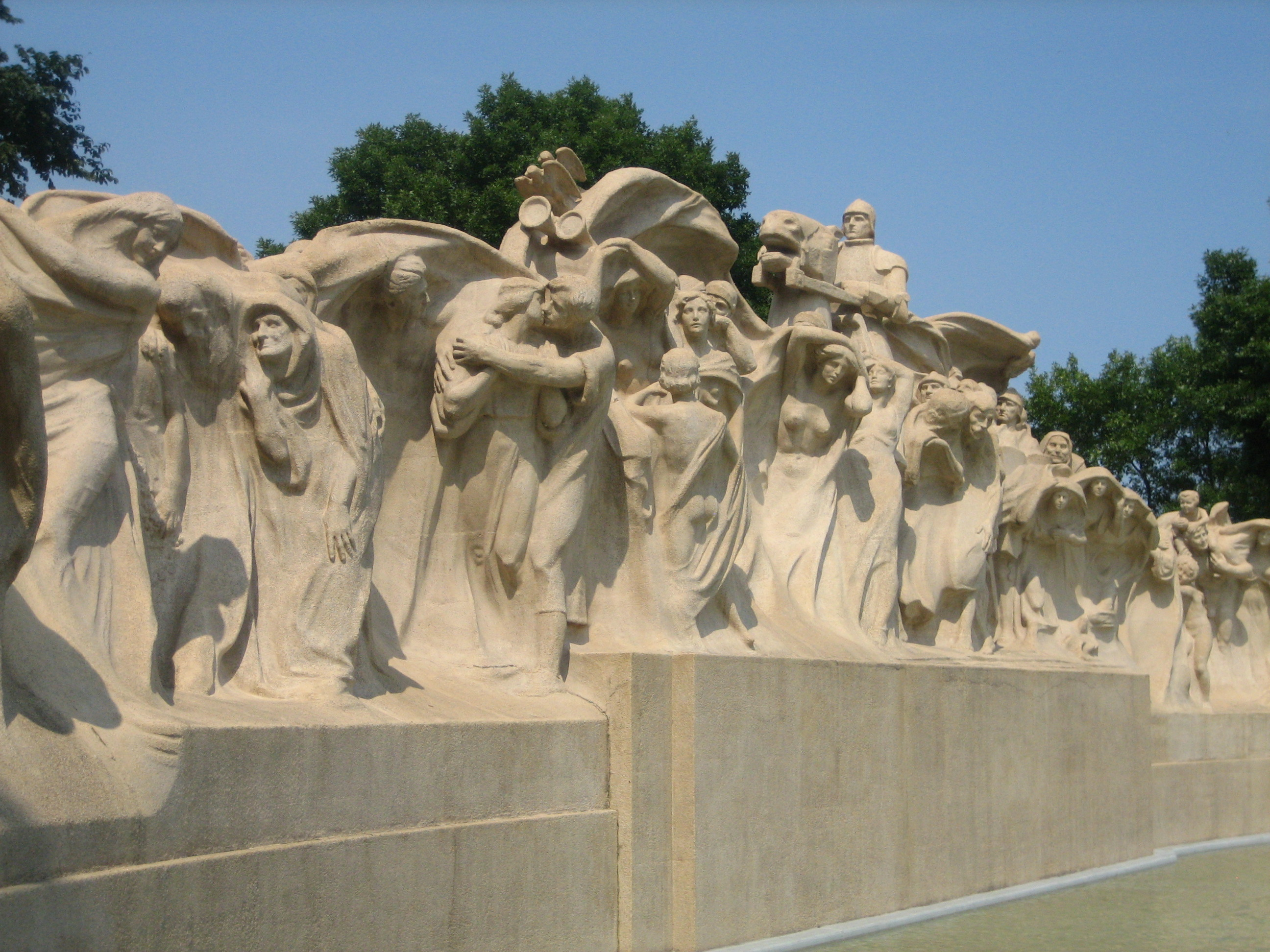
Betonfigurengruppe Fountain of Time
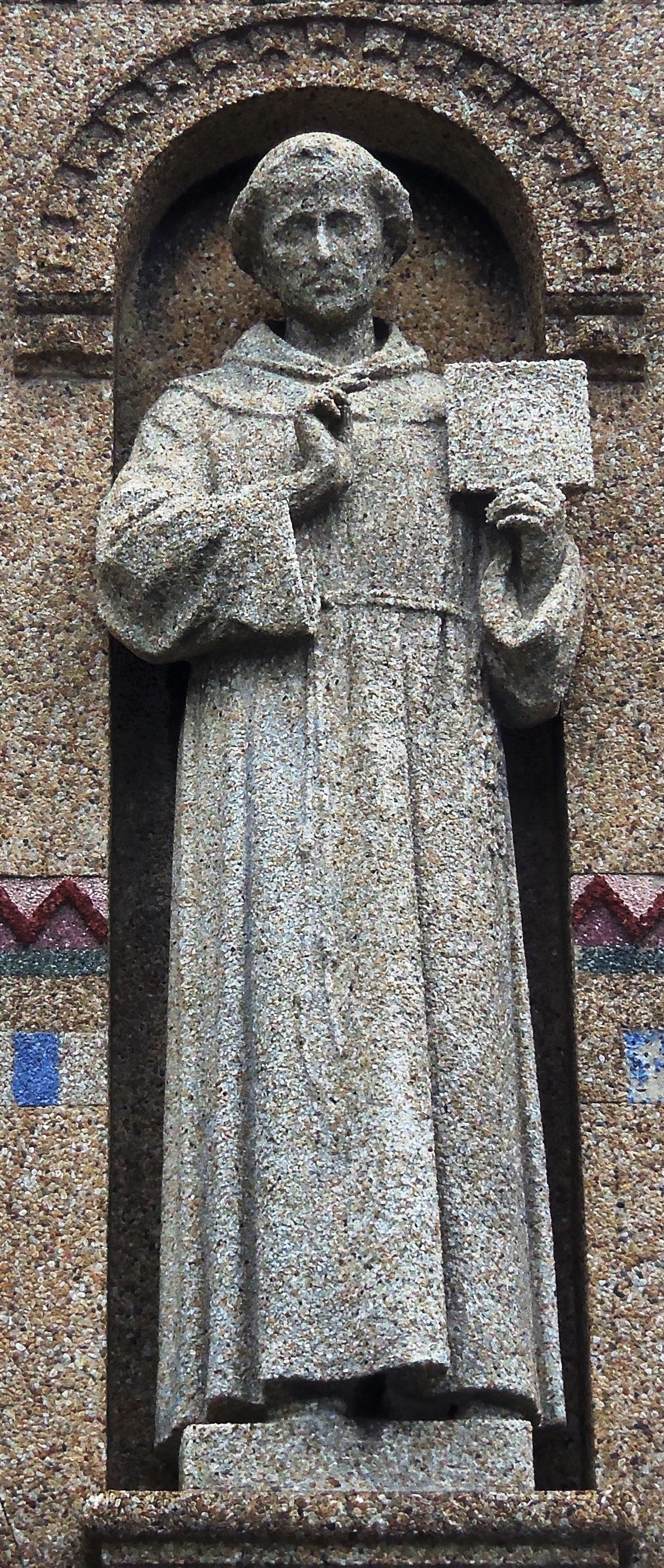
St. Bernardine (John Joseph Earley)
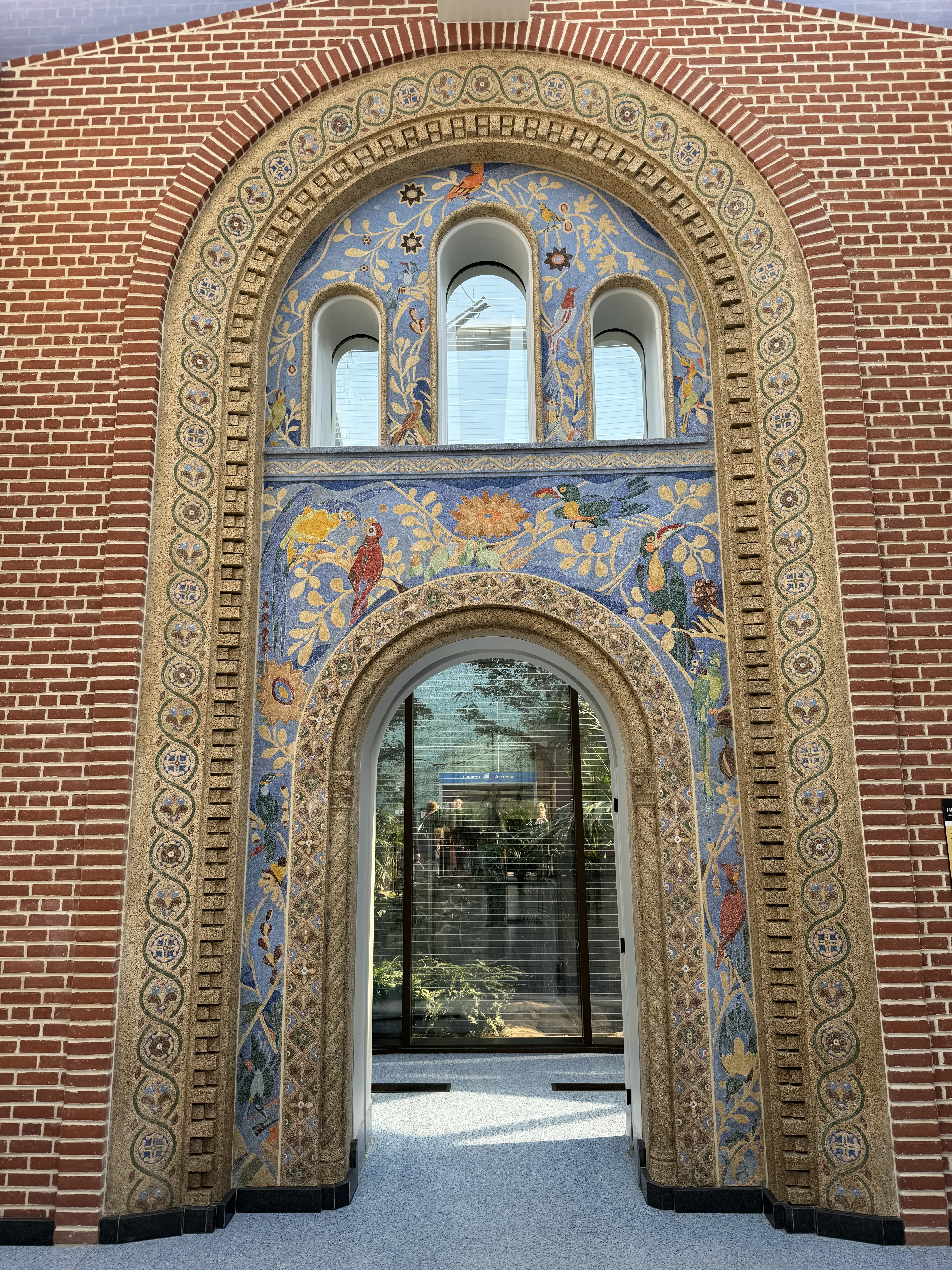
Beton-Mosaik im Vogelhaus im National Zoo
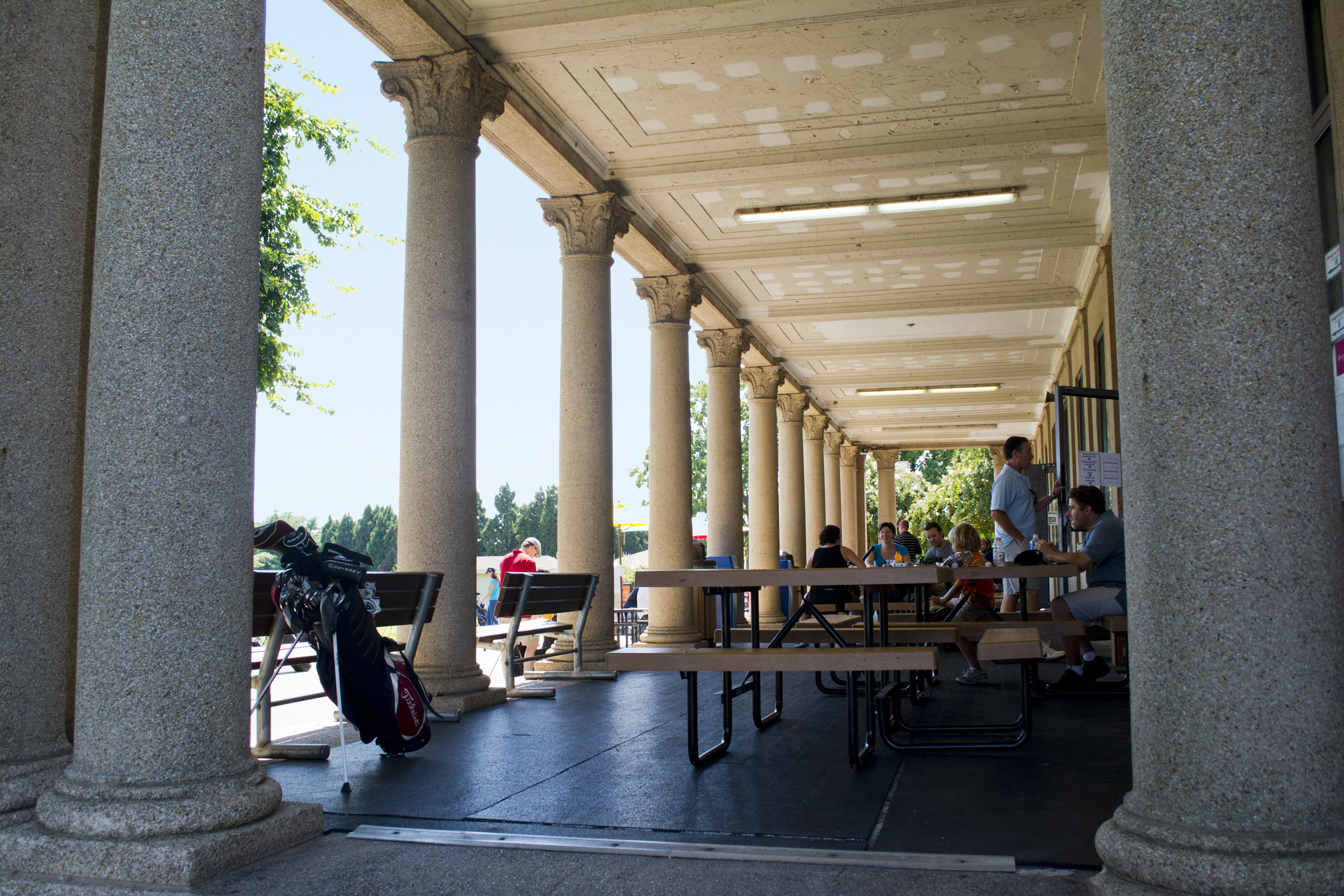
Golf-Clubhouse Veranda im East Potomac Park

John Earley starb am 25. November 1945 und hinterließ seine Frau Elizabeth Viboud Earley und seine Tochter Frances Earley Kuhn. Vor seinem Tod verkaufte er das Earley Studio für einen Dollar an Basil Taylor, das 1973 nach 84-jährigem Bestehen schloss. Die vom Earley Studio entworfenen und errichteten Gebäude zeugen noch heute von der innovativen und nachhaltigen Anwendung von architectural concrete (deutsch: Architekturbeton), der von John J. Earley entwickelt wurde.